# Badorfer Keramik
Badorfer Keramik ist der Begriff für eine bereits in fränkischer Zeit produzierte Keramik. Die entstandene und fortan verwendete Bezeichnung Badorfer Keramik ist heute eine Kategorie der zahlreich vorkommenden Produkte Rheinischer Keramiken. Als Handelsware verband sich diese Bezeichnung mit den über einen langen Zeitraum hergestellten und begehrten Erzeugnissen der Badorfer Töpfer, die diese in viele europäische Länder exportierten.

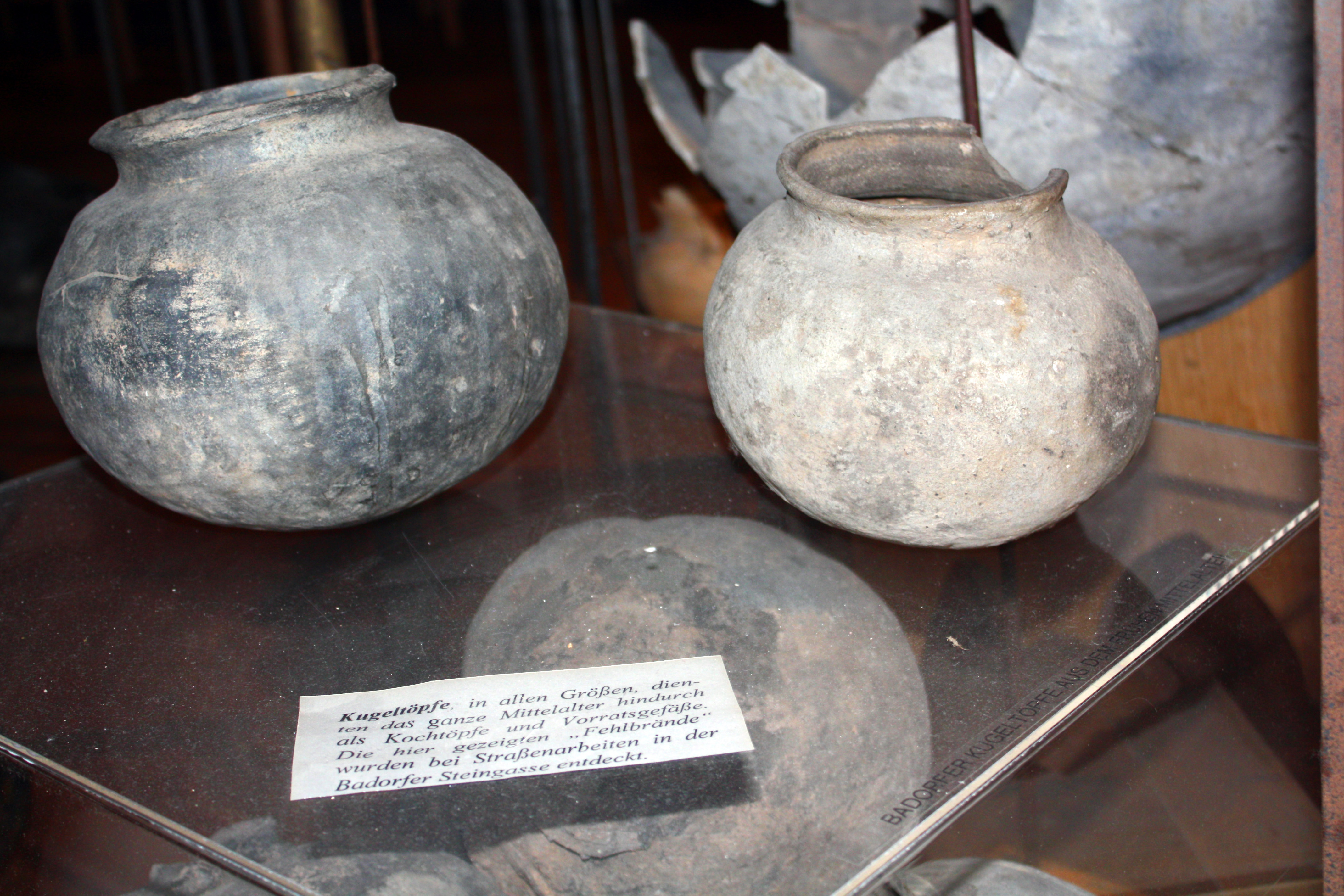
Keramik aus Badorf, Fundort Steingasse

## Entstehungsgeschichte
Archäologische Untersuchungen und Befunde weisen für das Brühler Umland von der merowingischen Zeit bis in das 15. Jahrhundert bedeutende Vorkommen von Tonwaren auf. Die Lage der Ansiedlungen am Rande des Vorgebirges bot dem Töpferhandwerk in mehrfacher Hinsicht ideale Voraussetzungen. Die hier vorhandenen Bachläufe lieferten ihm Wasser, die erforderlichen Ton- und Sandschichten in geringer Tiefe waren leicht abbaubar, und der aus den damals noch vorhandenen Wäldern gewonnene Rohstoff Holz lieferte den Brennstoff für die Brennöfen. Der nicht weit entfernt am Rhein gelegene Kölner Absatz- und Umschlagplatz diente vor allem dem Fernhandel und war über die erhaltenen Römerstraßen gut zu erreichen. 
So fanden sich früheste Spuren der Keramikherstellung am Osthang der Ville auf dem Gebiet des heutigen Ortes Waldorf für das 6. bis 7. Jahrhundert und nach einer räumlichen Verlagerung der Werkstätten nach Norden, im 8. Jahrhundert in Walberberg und Eckdorf. In Walberberg konnten beispielsweise auf einem Baugrundstück vier Töpferöfen der karolingischen Zeit dokumentiert werden. Ebenfalls zu dieser Zeit gab es schon Töpfereien in Kierberg (entstanden aus einem ehemaligen Fronhof „Merreche“, einem fränkischen Königsgut), Pingsdorf (siehe auch Pingsdorfer Keramik) und Badorf. Für das dort zwischen dem 8. und 10. Jahrhundert gefertigte Töpfergut entstand der Begriff Badorfer Keramik. 

### Rohstoff und Handwerk

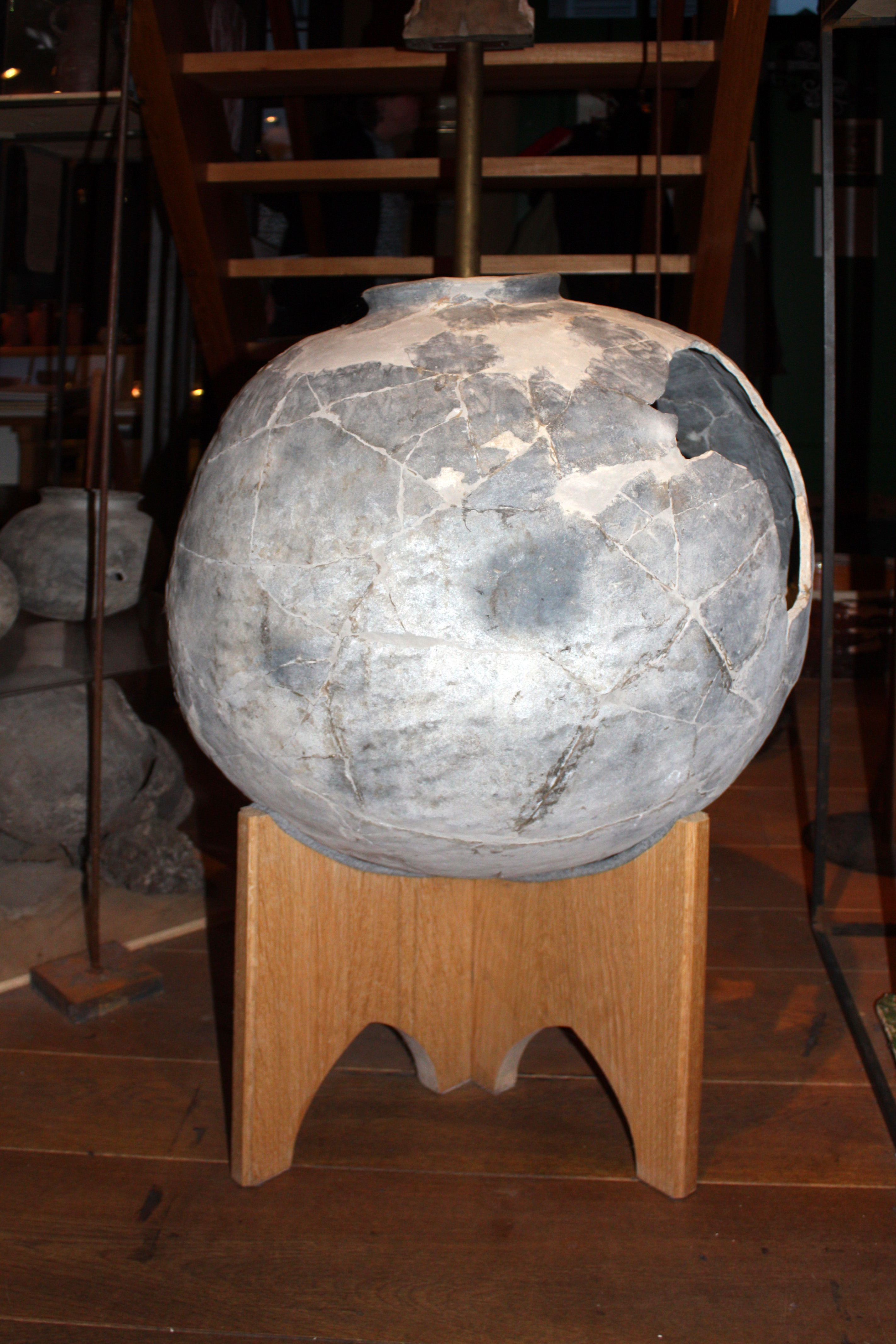
Badorfer Großkeramik

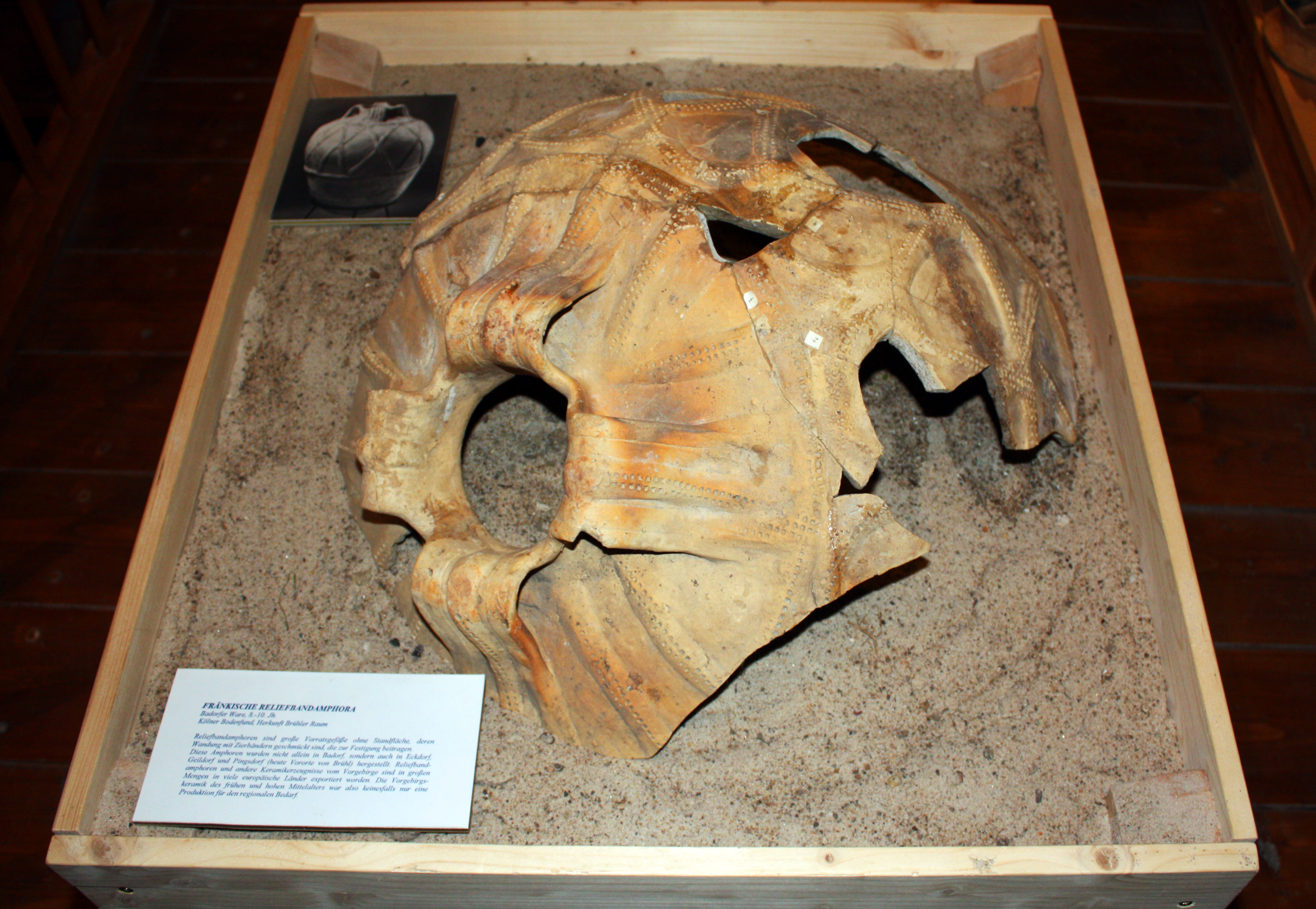
Brühler Keramikmuseum. Fragment einer fränkischen Reliefbandamphore, Badorfer Ware, 8.–10. Jahrhundert

Das im Tagebau erreichbare Tonmaterial, dessen Zusammensetzung der heutigen Forschung Auskunft über die Herkunft der Keramik gibt, wurde in so genannten „Tonkaulen“ ausgehoben und zu den Werkplätzen verbracht. Der Ton wurde dann eingesumpft, geschlämmt, also ausgewaschen, mit Sand vermischt und schließlich zumeist mit den Füßen kräftig durchgewalkt. Dieses gründliche, vor der dann folgenden Formgebung auf der Töpferscheibe vorgenommene Durchkneten war erforderlich, um so die Masse von Verunreinigungen wie kleineren Steinen, Laub, Wurzelwerk und von Luftblasen zu befreien, die sonst beim Brennen zu Abplatzungen geführt hätten. Die Keramikproduktion, deren Spuren sich an vielen Orten in Form von geborgenen Resten der Werkstätten, Fehlbränden und sonstigen Artefakten fanden, wurden durch Bodenfunde nachgewiesen.

### Brenntechniken
Aufgrund der Auswertung neuerer Grabungen ergaben sich viele neue Erkenntnisse zur Entwicklung der mittelalter- und frühneuzeitlichen Ofentechnologie. Sie wurden durch Andreas Heege übersichtlich zusammengefasst und stellen sich im Wesentlichen wie folgt dar.
Die frühmittelalterlichen Keramiköfen, in denen die Badorfer Keramik des 8. – 10. Jahrhunderts gebrannt wurde, standen ganz in der Tradition der römischen stehenden Öfen. Der über dem Feuerungsraum liegende Brennraum war durch eine Lochtenne (Schamottplatte mit Löchern) getrennt. Öfen dieser Art, welche auch als karolingische Ringöfen bezeichnet werden, fanden sich in Walberberg, Eckdorf und Pingsdorf. Aus den stehenden Öfen entwickelten sich dann im Hochmittelalter (zwischen dem 10. und 11. Jahrhundert) die liegenden Öfen mit hintereinanderliegender Anordnung von Feuerungs- und Brennraum. Sie waren durch eine Stufe und/oder ein Feuergitter aus Topf- und Tonsäulen voneinander getrennt. Es gibt jedoch viele verschiedene Ofentypen, die belegen, dass die mittelalterlichen Töpfer viel und innovativ am Aufbau ihrer Öfen experimentierten. Denn durch die Optimierung des Zuges im Ofen konnte die Brenntemperatur und somit die Dichte, das heißt, die Qualität der Keramik verbessert werden.

### Ware und Handel
Die aus dieser Zeit bekannten Töpferwaren Badorfer Art nahmen einen besonders hohen Rang ein. Insgesamt handelt es sich um eine helltonige, glatte Ware, die mit bandartigen Auflagen, Rollstempeln und Wellenmustern verziert sein konnte. Charakteristisch sind prächtige, eiförmig gestaltete Reliefbandamphoren, die eine Höhe von 70 cm erreichten. Reliefbandamphoren waren große Vorratsgefäße ohne Standfläche, deren Wandung (etwa 5–6 mm) mit Zierbändern geschmückt wurden, die zur Stabilität des Großgefäßes beitrugen. Sie wurden nicht allein in Badorf, sondern auch in Eckdorf, Geildorf und Pingsdorf hergestellt. Hinzu kamen Kugeltöpfe aus Grauware von diverser Größe, die über das ganze Mittelalter hinweg als Koch- oder Vorratsgefäße dienten. Die Badorfer Keramik war in allen produzierten Formen eine begehrte Ware und wurde nicht nur regional vermarktet, sondern auch über den Rhein in entfernte Länder Europas exportiert. In den Handel gelangten vorwiegend Großgefäße wie die schon angeführten Reliefbandamphoren, die nicht um ihrer selbst willen, sondern als Transportbehältnisse für andere Waren wie Wein und Pflanzenöle verhandelt wurden.

### Verlagerung und Aufgabe der Keramikproduktion
Nach dem Erhalt der Stadtrechte durch Erzbischof Siegfried von Westerburg im Jahr 1285 siedelten sich die Töpfer des Umlandes mehr und mehr in Brühl an. Sie errichteten ihre Produktionsstätten vornehmlich entlang der heutigen Uhl- und Tiergartenstraße, der Bönningerstraße, sowie auf dem Gelände des Jahnshofes.
Wohl durch das Aufkommen größerer Keramikproduktionen in Köln, Siegburg und Frechen kam die Brühler Produktion am Beginn des 16. Jahrhunderts zum Erliegen. Die auswärtigen, nun teilweise auch im neuen Stil der Renaissance entstehenden Produkte, liefen der Brühler Ware den ehemals führenden Rang ab.

## Heutige Präsentationen zur Keramikgeschichte
Aus den in der Stadt selbst freigelegten Überresten stammt ein Steinzeugofen des ausgehenden 13. Jahrhunderts, der als der am vollständigsten erhaltene Töpferofen des Rheinlandes gilt. Sein geborgenes Feuergitter fand Aufstellung in einer Einkaufspassage am Ende der Uhlstraße.
Zur Entstehung und der Entwicklungsgeschichte des Töpferhandwerks bietet das mit einer großen Anzahl Exponaten der heimischen Keramik ausgestattete Brühler Keramikmuseum seinen Besuchern einen umfassenden Einblick.

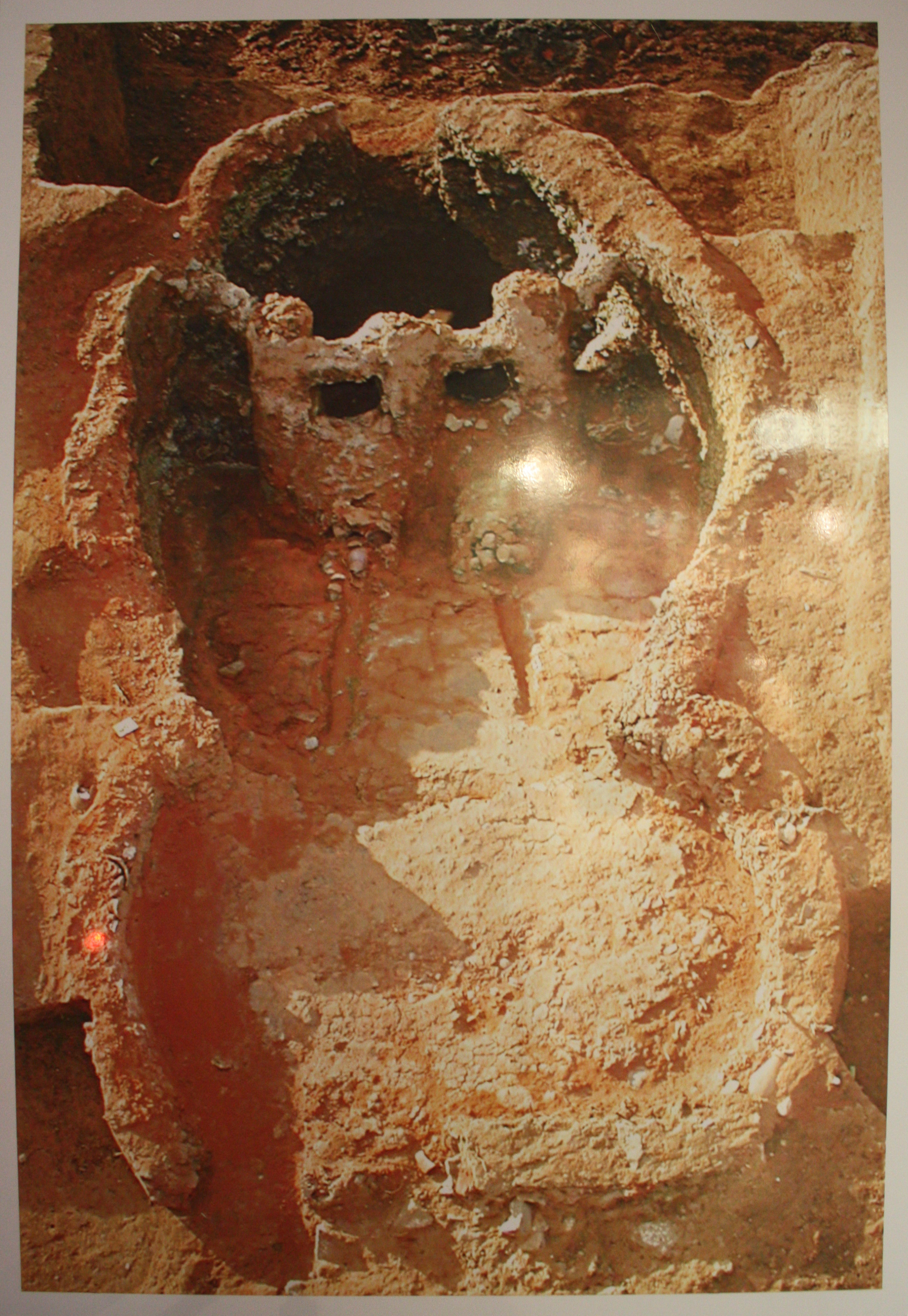
Fundort Brühl, Franziskanerhof
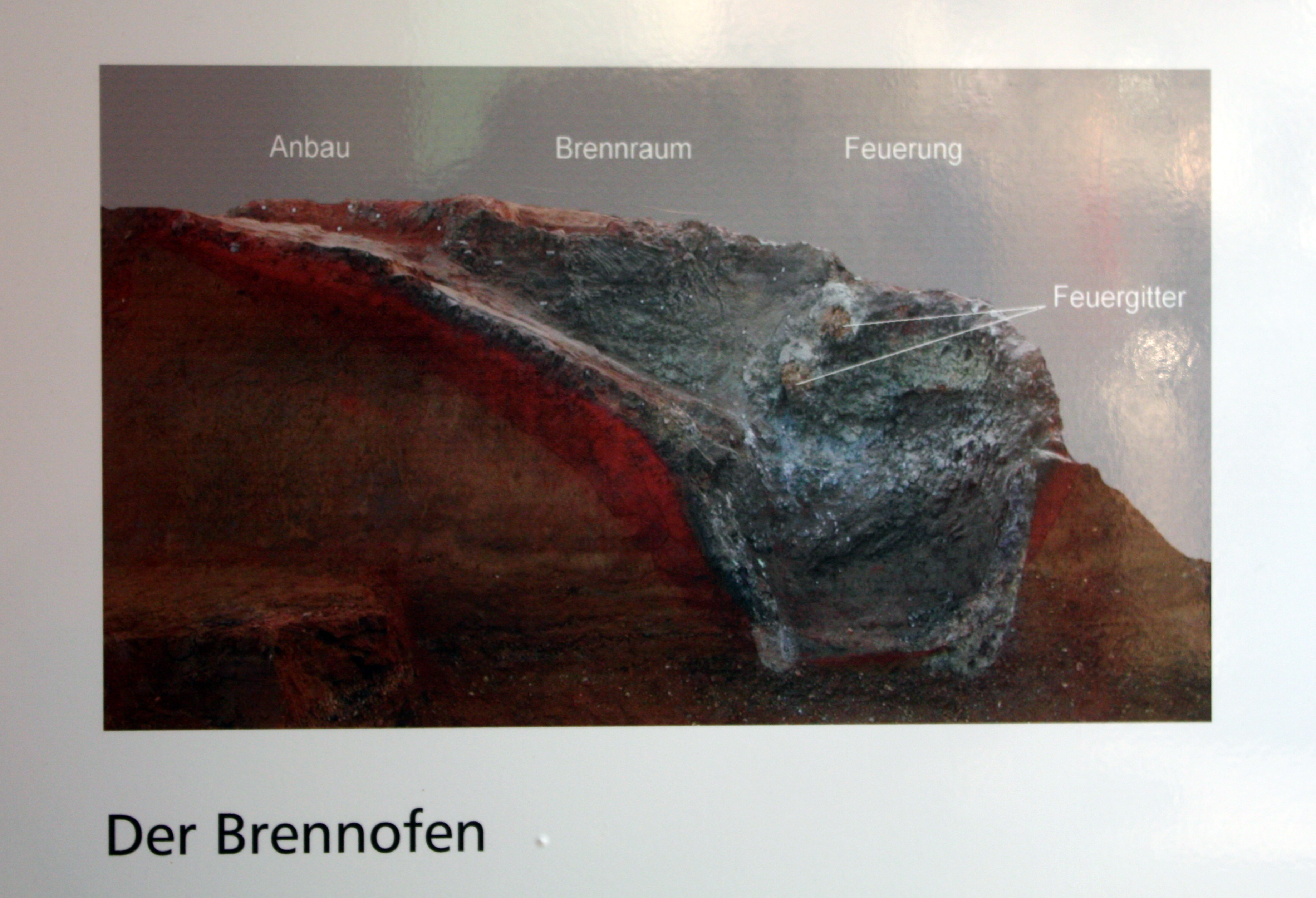
Erdlage des Ofens
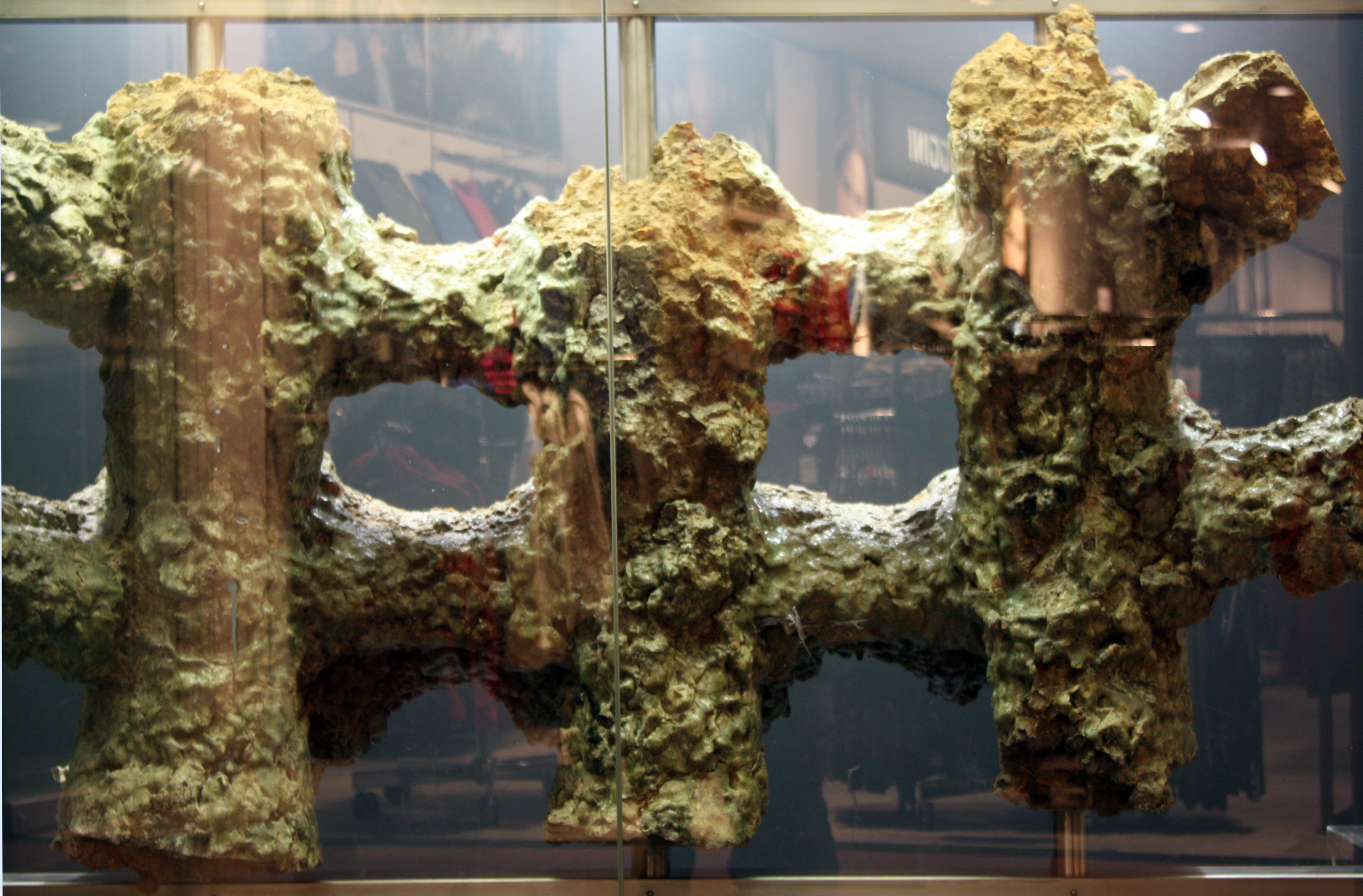
Geborgenes Feuergitter